# Radio Ballerup
Radio Ballerup er en radiostation, som blev stiftet som Ballerup Nærradio (BNR)  20. august 1983, de første mange år havde BNR studier ved Præstevænget 20 i Ballerup, derefter flyttede de til Baltorpvej på den gamle skole for senere at flytte studierne til Skovlunde, da BNR flyttede til Skovlunde, der skiftede de navn til Radio Ballerup og Radio Ballerup sender til lyttere i Ballerup og Skovlunde, derudover findes Radio Ballerup også som net/web radio.
Ballerup Nærradio havde i sin storhedstid i slut 80'erne og start 90'erne hvor et af de mest populære programmer var "Bal i Ballerup" som blev sendt om fredagen og lytterne kunne ringe ind og sende hilsner og studieværterne "Jørgen og Simone" hyggesludrede med lytterne.
Derudover var programmet "Sweet Dreams" med Michael Jørgensen der blandet andet blev  sendt mandag aften meget populært hvor lytterne kunne sende hilsner til dem de holdt af efterfulgt af et musikønske.
Radio Ballerup sender på frekvensen 90,2 MHz FM. Derudover sender Radio Ballerup også på TDC´s YouSee-net på 98,8 MHz. og på netradio.
Radio Ballerup drives af en forening, der blev stiftet i 1983. Radio Ballerup havde tidligere studier i Ballerup, men flyttede i 2008 til nye lokaler på i Skovlunde.
Ud over de almindelige programmer sender  Radio Ballerup også den sidste mandag i måneden fra kl. 18.00 Ballerups kommunalbestyrelses møder direkte fra Ballerup Rådhus.